# 恆華科技
恆華科技有限公司（前港交所上市編號：0256.HK）是在1990年成立，主要業務當時是生產電子產品業務。
是在1991年12月10日上市，後來因為公司發生財政問題，最終被中國光大集團收購後，1994年5月19日更名為中國光大科技，之後予售給民營企業家韓國龍，更名為中國海澱至今，那時是2004年12月4日。

## 外部連結
- 中國海澱資料 （页面存档备份，存于）
- 中國海澱 （页面存档备份，存于）